# Mega Express Four
Il Mega Express Four è un traghetto di proprietà della compagnia di navigazione italo-francese Corsica Ferries - Sardinia Ferries.

## Caratteristiche
Il traghetto è mosso da quattro motori diesel Wärtsilä-Sulzer 12ZAV40S eroganti una potenza complessiva di 34.550 kW. La nave può raggiungere la velocità di 27 nodi ma normalmente non supera i 18 nodi nella tratta Toulon-Porto Vecchio. Può trasportare un massimo di 2000 passeggeri e 650 veicoli; l'unità dispone inoltre di 200 cabine. A bordo della nave i servizi a disposizione dei passeggeri comprendono un ristorante à la carte, un ristorante self-service, un bar, una caffetteria, una boutique, un'area attrezzata per bambini, una sala giochi, una piscina ed un solarium con bar esterno, utilizzati nei viaggi estivi diurni.

## Servizio
Il traghetto fu costruito nei cantieri navali Schichau Seebeckwerft di Bremerhaven, in Germania, e fu varato il 14 gennaio 1995 con il nome di Superfast II. Consegnato alla neonata Superfast Ferries insieme alla nave gemella Superfast I, entrò in servizio nello stesso anno operando prima sulla rotta Ancona-Patrasso e in seguito sulla Bari-Igoumenitsa-Patrasso.  
Nel 2003 il Superfast II fu venduto alla compagnia di navigazione australiana TT-LINE Pty Ltd.;  e ribattezzato di Spirit of Tasmania III, prese servizio nello stesso anno nei collegamenti tra Sydney e Devonport. 

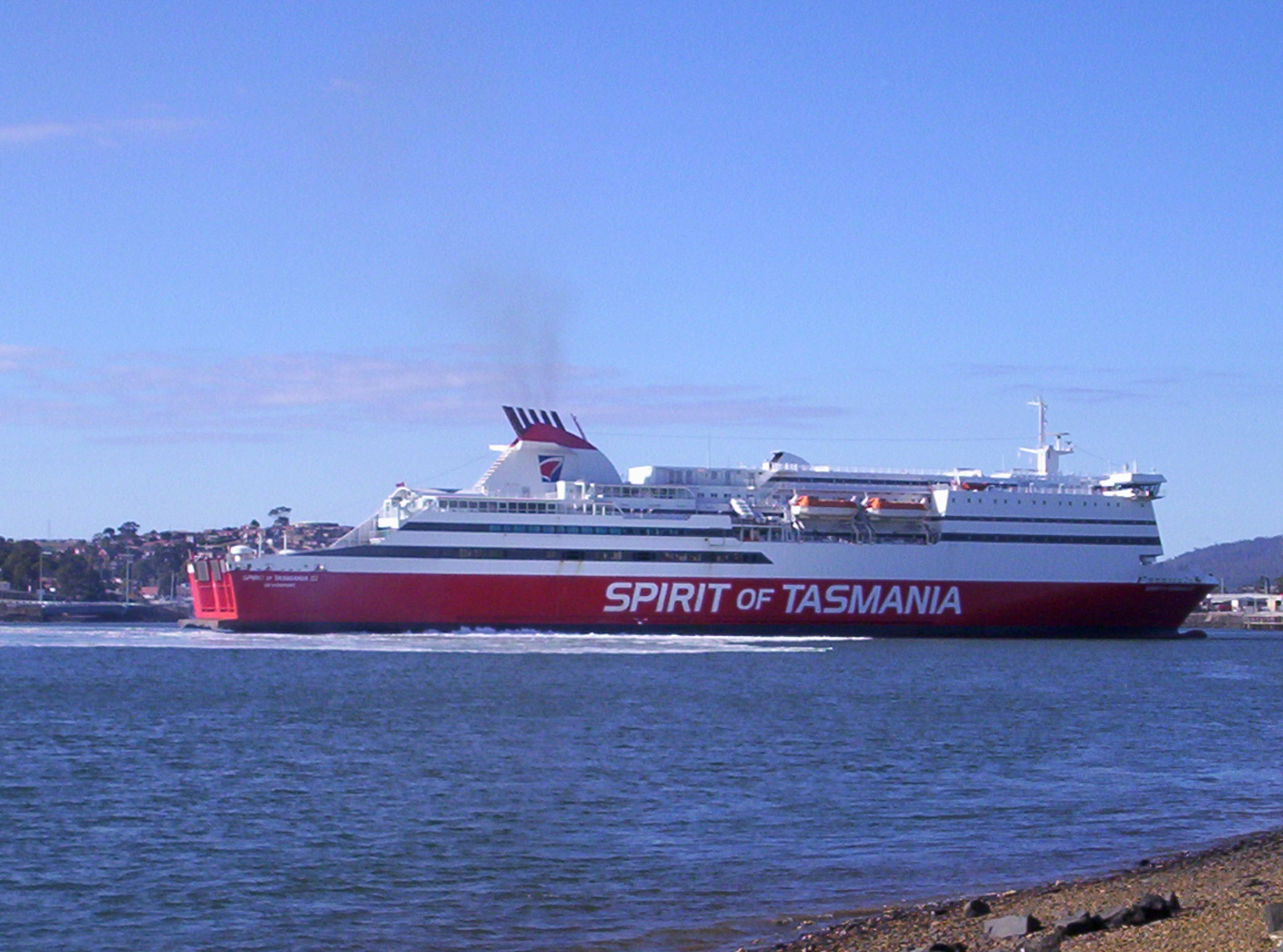
Spirit of Tasmania III in servizio per TT-Line Spirit of Tasmania a Devonport nel 2006.

Nel 2006 la nave venne acquistata dalla compagnia di navigazione Corsica Ferries - Sardinia Ferries, prendendo il nome di Mega Express Four. Tornata in Europa a ottobre e sottoposta ai primi lavori di adeguamento presso i porti di Vado Ligure e Genova, la nave entrò in servizio nel novembre dello stesso anno. Nel dicembre del 2007 il traghetto fu trasferito presso i cantieri navali Megatechnica di Perama, in Grecia, dove fu sottoposto a ulteriori lavori di ristrutturazione che interessarono soprattutto la poppa; le sovrastrutture furono allungate al fine di aumentare lo spazio a disposizione dei passeggeri e fu aggiunta una scala a chiocciola simile a quella presente sul Mega Express e Mega Express Two.

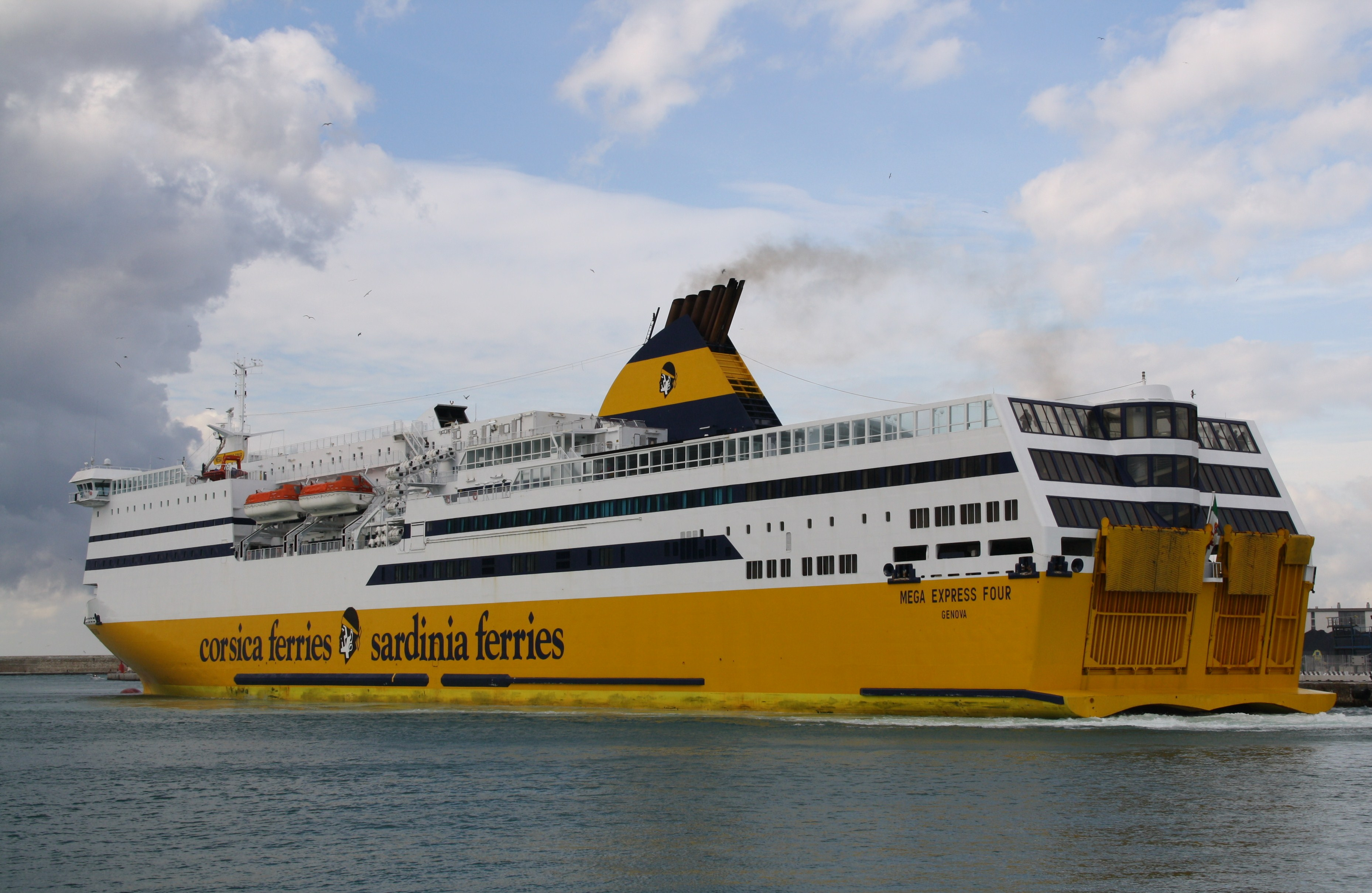
Mega Express Four in partenza da Livorno nel 2012.

Nel febbraio del 2021 viene noleggiato alla Irish Ferries, lasciando Vado Ligure il 7 febbraio ed entrando in servizio sulla Dublino-Holyhead e nel fine settimana sulla Dublino-Cherbourg.Il 3 aprile 2021 termina nel porto di Dublino il noleggio per Irish Ferries e parte per Genova dopo una breve sosta a Holyhead per bunkeraggio.
La nave opera sulla tratte Piombino-Golfo Aranci, Livorno-Golfo Aranci, Livorno-Bastia, Tolone-Bastia, Tolone-Ajaccio, Tolone-Alcúdia e sui porti di Nizza e Porto Torres.
Dal 9 marzo al 23 aprile 2024 è stato a Genova per manutenzione. Il giorno seguente è tornato in servizio sulla Livorno-Golfo Aranci.

## Navi gemelle
- Skania (già Eurostar Roma)